# Amaurodon atrocyaneus
Amaurodon atrocyaneus är en svampart som först beskrevs av Elsie Maud Wakefield, och fick sitt nu gällande namn av Kõljalg & K.H. Larss. 1996. Enligt Catalogue of Life ingår Amaurodon atrocyaneus i släktet Amaurodon,  och familjen Thelephoraceae, men enligt Dyntaxa är tillhörigheten istället släktet Tomentella,  och familjen Thelephoraceae. Arten är reproducerande i Sverige. Inga underarter finns listade i Catalogue of Life.